# عبد الحميد الطباع
عبد الحميد الطباع (1889-1950) سياسي واقتصادي سوري.

## حياته
ولد الشيخ عبد الحميد محمد الطباع في دمشق / سوريا في حي القنوات الممتد عن الشاغور عام 1889 من أسرة عريقة،  حيث اشتهر منها من العلماء والمجاهدين والإداريين وشيوخ التجار، حيث عرفت لهم الريادة في العمل الخيري فوالده تاجر معروف ساهم في جمع تبراعات مهمة لمؤازة إخوانه في حرب فلسطين وكان ممن ساهم في الجهاد في ميسلون لدحر الاحتلال الفرنسي عن دمشق وجدّه من الاعيان وكان أمين المال(الصرة أميني) في المحمل الشامي إلى الحج (وهي مهمة موكلة من السلطان العثماني لاسترضاء القبائل على طريق الحج لتأمين الحجاج من سلبهم من هذه القبائل).
أما عنه فقد تلقى العلوم الشرعية الأولى في الكتاتيب حيث تلقى العلم الشرعي على يد علماء أفاضل وعلى رأسهم الشيخ علي الدقر وشيخه شيخ الإسلام بدر الدين الحسني شيخ الشام.
بدأ حياته العملية بوقت مبكر بالعمل بتجارة الاقمشه (المال فاتوره) في دمشق سوق الحريقة المعروف ولشخصيته القوية آمانته رشح نائب لرئيس غرفة تجارة دمشق في سن مبكره لنبوغه وحب التجار له

## العمل الخيري
ساهم في تأسيس كثير من الجمعيات الخيرية ذات النفع العام التي أخذة مناحي مختلفة سياسي وعلمي وحتى الطبي منهم: كالجمعية الغرّاء التي أسسها وكان أمينا سر لها حتى وفاته ولها حتى الآن مهمة الاشراف على فتح مدارس شرعيه والانفاق عليها لتدريس المسلمين من كافة أنحاء الأرض العلم الشرعي الوسطي النافع وتخريج الدعاة المجهزين بالعلم الصحيح. وقد تخرج منها آلاف الدعاة والعلماء ومن كل الجنسيات.
وساهم في تأسيس أول كلية في دمشق الكلية الوطنية،  وفي تأسيس جمعية المواساة المعروفة إلى الآن في دمشق وكان أمينها العام، و في تأسيس رابطة العلماء المسلمين، وكان من المدافعين عن الاوقاف الإسلامية أبان الاستعمار الفرنسي.

## تجاريا
كان من مؤسسي شركة المغازل والمناسج في سوريا الأكبر في المنطقة عام 1937 وكان نائب رئيس مجلس أدارتها. والمساهمة في تأسيس شركة التبريد وعضو مجلس أادارتها. وكان عضو في الشركة المحاصه المشهورة التي تربط التجار الشاميين.
ومن أهم أعماله إتمام مد خط سكة الحجاز الحديد بين دمشق والمدينة النوره لانه كان رئيس لجنة الخط الحجاز الحديدي بعد انقطاء طويل لهذا الخط الهام والحساس لما له من تأثير بربط الدول العربية بتركيا على طول هذا الخط
وقبل فترة قصيرة من نهاية حياته القصيرة ولكن الزاخره بالعمل الإسلامي الوطني.

## سياسيا
رشح نائب عن دمشق وعن الكتلة الإسلامية في البرلمان السوري 1943 وساهم في تلك الفترة على ترسيخ هوية سوريه الإسلامية وحرصه على المرأة السورية من الامتهان والتغريب والمحافظة على التراث الإسلامي لسوريا وترسيخ العلم للنهوض بسوريا بشكل صحي صحيح بعد الاستعمار البغيض الذي حاول زرع الفتن بين أبناءالوطن.
وكان من المساهمين الأساسيين في الاستقلال عن فرنسا وله المساهمة الفعاله في تقديم الرئيس شكري القوتلي كمرشح عن حزبه للرآسة.
عرف عن الشيخ بعد نظره وحكمته وحلمه فقد حاول وبشكل فعال التأليف بين مختلف طوائف وترسخ دعائم الوحدة الوطنية عن طريق جمع قلوب الفقراء منهم كما حدث بتعليم بعض أبناء الطائفة العلويه في معاهده العلمية بالجمعية الغراء والاشراف عليهم وعلى راحتهم بشكل شخصي.
ومن صداقاته الرساخة مع وجوه الطوئف الأخرى مثل فارس الخوري صديقه القديم الذي أيد مشروعه الإسلامي الذي تقدم به للبرلمان السوري وآخرين من وجهاء سوريا
كماوشجع الجيل الجديد المتنور من الشباب المتحمس وضمهم إلى كتلته البرلمانيه كمصطفى السباعي وغيرهم ذلك لبعد نظره في تأثير الشباب على حركة النهضة في المجتمع الجديد الناشيئ.
توفي الشيخ عام 1950 عن عمر يناهز 52 سنه بعد رحلة مضنية مع المرض.

## روابط خارجية
- نسخة محفوظة 22 سبتمبر 2004 على موقع واي باك مشين.